# Bistum Darwin
Das Bistum Darwin (lateinisch Dioecesis Darvinensis, englisch Diocese of Darwin) ist eine in Australien gelegene Diözese der römisch-katholischen Kirche mit Sitz in Darwin.
Es wurde 1845 als Apostolisches Vikariat Essington aus Gebieten des Erzbistums Sydney begründet. Heute untersteht es als Suffraganbistum dem Erzbistum Adelaide. Schon am 27. Mai 1847 zum Bistum erhoben nannte es sich fortan Victoria, wechselte aber bereits am 10. August 1888 seinen Namen auf Bistum Victoria-Palmerston und erst am 29. März 1938 zum Bistum Darwin, womit zugleich eine Verlegung des Bischofssitzes von Victoria nach Darwin verbunden war.

## Ordinarien
- Joseph (José María Benito) Serra y Juliá OSB, Bischof von 1847 bis 1849, dann Koadjutorbischof von Perth
- Rosendo Salvado OSB, Bischof von 1849 bis 1888, dann Abt von New Norcia
- Francis Xavier Gsell MSC, Bischof von 1906 bis 1948
- John Patrick O’Loughlin MSC, Bischof von 1949 bis 1985
- Edmund Collins MSC, Bischof von 1986 bis 2007
- Daniel Hurley, Bischof von 2007 bis 2018
- Charles Victor Emmanuel Gauci, Bischof seit 2018

## Weblinks

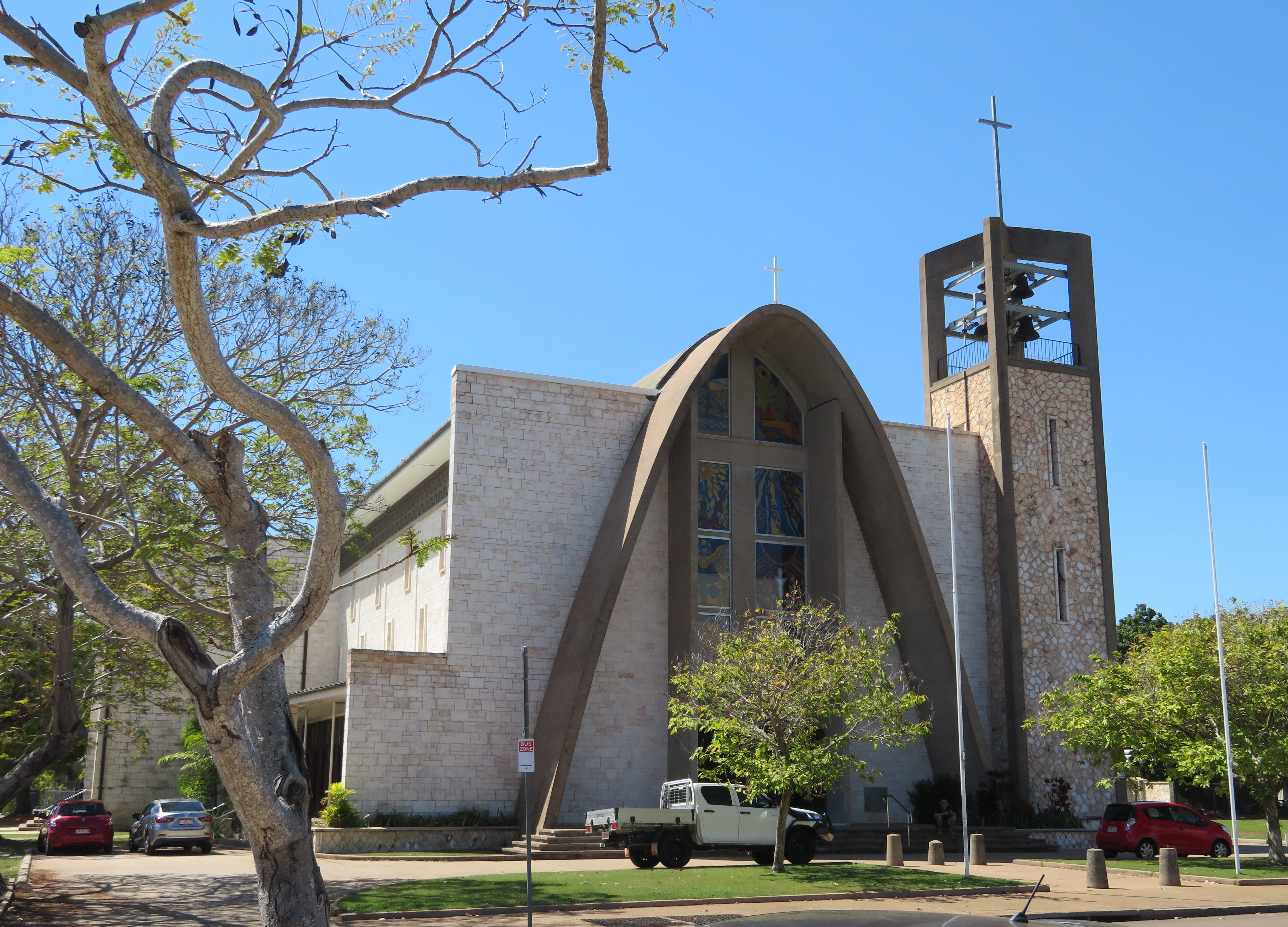
St Mary’s Cathedral, Darwin
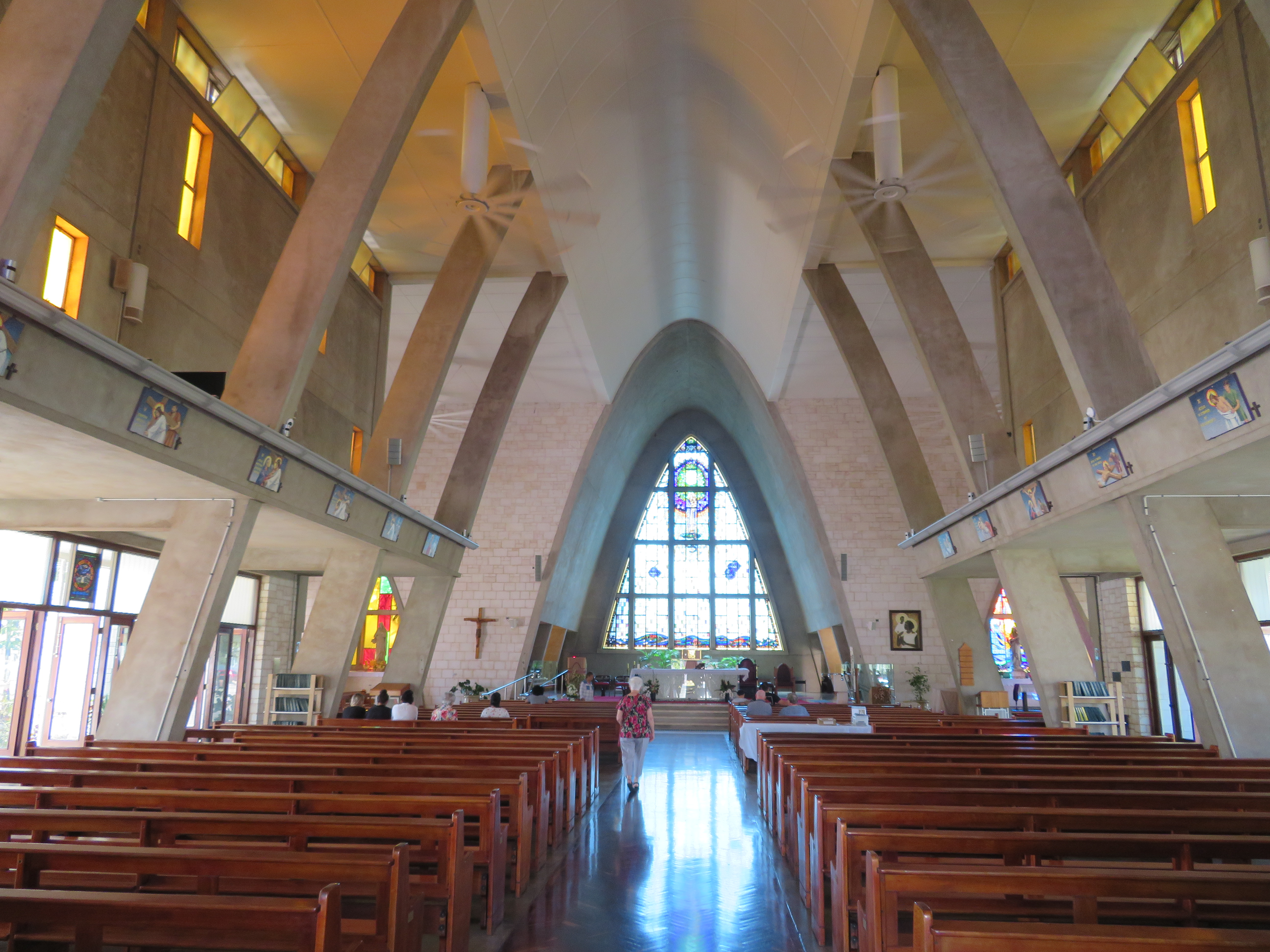
St Mary’s Cathedral, Darwin, innen